# Vitjaz' Podol'sk
Il Vitjaz' Podol'sk (in russo Витязь?, it: cavaliere), è una squadra di hockey su ghiaccio russa di Podol'sk, cittadina situata sulle rive del fiume Pachra 43 km a sud di Mosca. Il Vitjaz' gioca nel massimo campionato europeo, la KHL.

## Storia
Il club è stato fondato nel 1998 come Vittjaz' Podol'sk. Nel 2000 la squadra si trasferì da Podol'sk nella vicina città di Čechov, mantenendo lo stesso nome sino al 2004, quando assunse la denominazione Vitjaz' Čechov. Il team giocò, fino al 2006, le partite casalinghe presso l'Ice Palace Vityaz di Podol'sk, la stessa arena dell'HK MVD (quando quest'ultima squadra si trasferì a Balašicha). Successivamente si spostò all'Ice Hockey Center 2004 di Čechov, arena aperta nel 2004 e successivamente ampliata (dagli iniziali 1.370 posti a sedere si passò agli attuali 3.300). Il campionato di più alto livello il Vitjaz' lo disputò nel 2000/01, quando giocò in Russian Superleague, ma già al termine di quella stagione retrocedette in VHL. Nel 2004/05 perse la finale di VHL ad opera dell'HK MVD, la squadra che giocava nella stessa arena.
Il Vitjaz' Čechov si iscrisse successivamente in KHL e, a causa dell'arena troppo piccola per le norme della Lega, tornò a giocare nell'impianto di Podol'sk, mantenendo comunque il nome legato alla città di Čechov. Nel 2013 la formazione cambiò nuovamente nome ritornando alla denominazione Vittjaz' Podol'sk.